# Воронин, Сергей Иванович
Сергей Иванович Воронин (6 мая 1956, Ленинград — 6 декабря 2006, Санкт-Петербург) — советский и российский рок-музыкант, наиболее известен как клавишник группы «Пикник».

## Биография
Родился 6 мая 1956 года в Ленинграде, однако, ребёнком оказался в ГДР (его отец служил в Группе Советских Войск в Германии), где провёл шесть лет и окончил музыкальную школу-семилетку по классу фортепиано. В 1969 году под влиянием «The Beatles» решил научиться играть на гитаре.
В 1972 году, когда Сергей учился в 9-м классе, семья Ворониных вернулась в Ленинград.
Поступил на джазовое отделение в вечернюю музыкальную школу на улице Салтыкова-Щедрина, позднее перевёлся на отделение классики. По окончании школы Сергей собирался поступать в Консерваторию, но в последний момент подал документы в Ленинградский кораблестроительный институт, где сразу стал участником пёстрого по составу музыкально-театрального объединения, носившего название «Pro et contra». C осени 1977 года по весну 1978 года Сергей Воронин параллельно играл на танцах с группой из Военмеха «Гусляры».
С 1981 по 1983 годы играл в ленинградской группе «Зеркало», далее, в 1984 году — в группе «Орнамент». Эти группы стояли у истоков истории Ленинградского Рок-клуба.
В 1984 году в качестве приглашённого музыканта (клавишные) принимает участие в записи альбома группы «Пикник» «Танец волка», а в 1986 году становится её постоянным участником.
Скончался ночью 6 декабря 2006 года в результате сердечного приступа на 51-м году жизни в Санкт-Петербурге. Как пояснил Марат Корчемный: «У Сергея и раньше были проблемы с сосудами, но никто не думал, что это так серьёзно. Как раз в январе он собирался лечь в больницу на обследование. Но не успел…». В связи со скоропостижной кончиной музыканта группа «Пикник» отменила все концерты до конца года.
Отпевание Сергея Воронина состоялось 11 декабря в Феодоровском соборе города Пушкина. Похоронен он был в тот же день на Казанском кладбище города Пушкина.